# کیک-اس ۲
کیک-اس ۲ یا اردنگی ۲ (به انگلیسی: Kick-Ass 2) با نام اولیه کیک-اس ۲: گلوله‌ها به دیوار (به انگلیسی: Kick-Ass 2: Balls to the Wall) یک فیلم ابرقهرمانی و کمدی سیاه آمریکایی محصول سال ۲۰۱۳ به کارگردانی و نویسندگی جف وادلو که دنباله‌ای بر فیلم کیک-اس است.

## بازیگران
- آرون تایلر-جانسون
- کریستوفر مینتز-پلاسه
- کلویی گریس مورتس
- جیم کری
- جان لگویزمائو
- ینسی باتلر
- موریس چسنات
- دونالد فایسون
- آگوستوس پرو
- گرت ام.براون
- ایان گلن
- لیندی بوت
- رابرت امس
- استیون مکینتاش
- مونیکا دولان
- دنیل کالویا
- بندیکت وانگ
- لیندزی فونسکا
- انزو چیلنتی